# Noia napolitana
Noia napolitana és una escultura del segle xix realitzada per Venanci Vallmitjana i Barbany. Actualment es troba conservada al Museu Abelló de Mollet del Vallès. L'obra representa a una noia d'origen napolità.

## Història
L'obra de Venanci ens deixa veure el seu esperit apropiat de tot gènere escultòric. Aquest es troba captivat per la pluralitat de formes vives, animades, criatures somrients i juganeres. És a París quan la fama de les seves obres de terracota creix, moltes d'elles acabaran per decorar les sales i els salons de les cases burgeses.

### Altres reproduccions
Trobem d'altres reproduccions al llarg de la web, moltes d'elles les quals han estat venudes. A la pàgina en línia de subhastes, "Invaluable", es troba un lot corresponent al número 195, el qual es caracteritza per una escultura exacta a l'obra en qüestió, realitzada amb terracota cuita, de Venanci Vallmitjana. Una altra escultura amb una descripció formal similar, la trobem a la pàgina web del Museu Nacional d'Art de Catalunya, amb el títol de Mignon. L'obra del MNAC està datada de l'any 1893, per tant, podríem situar en aquest mateix any la producció de l'obra en qüestió, així com la del lot número 195. Per acabar, tenim dues reproduccions més, una la tornem a trobar a la pàgina d'Invaluable, corresponent al número 1125 i l'altra la trobem, aquesta vegada, publicada a la pàgina en línia de subhastes, "Artened", amb el número de lot 0398. 

## Descripció formal
Al llarg de les diverses obres esmentades anteriorment, veiem que l'estil de Venanci, en general, es troba connectat amb un academicisme internacionalista, d'empremta francesa i d'on a vegades excedeixen els detalls; els plecs de les vestimentes, els cabells ondulats... En el període en el qual es data l'obra, Venanci es trobaria en la seva etapa de maduresa, on opta pel Realisme en els retrats fet amb terracota i on recórrer a postures casuals i relaxades com podem veure en l'obra de la "noia napolitana", on es representa una noia amb un vestit llarg i una pandereta a la mà esquerra, recolzada sobre una mena de tronc.